# El Palacio de la Pizza
El Palacio de la Pizza es una pizzería de valor patrimonial en el centro de la ciudad de Buenos Aires, fundada en el año 1956. 
Ubicada en Avenida Corrientes n° 751, forma parte de un corredor de clásicas pizzerías que florecieron en los años '30 y están directamente relacionadas con el apogeo de esta avenida y de la calle Lavalle como núcleo de teatros y cines de la ciudad. Otras pizzerías tradicionales en la arteria son Las Cuartetas (1936), Guerrín (1932), Los Inmortales (1951) y la sucursal Centro de Banchero (1967). Ha sido elegida como una de las 15 mejores pizzerías porteñas de mozzarella en un artículo del año 2011.
El acceso al local está enmarcado por vidrieras con marco de madera del tipo guillotina. En una de ellas se exhiben masas secas, palmeras, tortas de coco, pasta frolas, pizzas de ricota, merengues, brazos gitanos y los tradicionales troncos de chocolate, palos de Jacob y sopa inglesa. El interior posee dos salones amplios con mesas, separados por la habitación del horno, el largo mostrador y el sector para comer porciones "de parado".